# 易智言
易智言（1959年11月21日—），是台灣的電影和電視劇導演，出身影評人、廣告導演，作品包括《藍色大門》等多部電影。2006年於台灣公共電視台的《危險心靈》中首次執導電視，獲金鐘獎最佳連續劇，2014年《行動代號：孫中山》獲金馬獎最佳原創劇本，2020年《廢棄之城》獲金馬獎最佳動畫長片。

## 簡介
易智言出生於台北，自台灣的國立政治大學西洋語文學系（今英文系）畢業之後，前往美國加州大學洛杉磯分校攻讀電影碩士學位。回國後至中央電影公司擔任製片企劃的工作，也擔任電視廣告導演，執導多部消費者耳熟能詳的廣告，並曾獲得時報廣告獎。
1995年拍攝了第一部劇情長片《寂寞芳心俱樂部》，是關於同性戀和時下青少年的故事和問題，由於題材較為冷僻，因此在台灣無論是票房或評論都沒有吸引太多的注意；但卻參加了許多國外的影展，並有多項入圍記錄，包括鹿特丹國際電影節金虎獎競賽，更曾在斯洛伐克影展中得到「最佳女主角獎」（白冰冰）。
2002年年易智言執導了第二部電影《藍色大門》，這部由陳柏霖和桂綸鎂主演的青春校園電影，獲得觀眾和影評的許多讚揚，也打開了易智言導演在台灣的知名度。《藍色大門》也在國外各項影展中獲得多項大獎，成為易智言導演最著名的代表作品。
2005年他與日本和中國大陸兩地的導演合作，拍攝了一部由三個短篇愛情故事組成的電影《關於愛》，易智言執導了其中的「台北篇」。
2006年易智言拍攝了他的第一部電視長篇連續劇《危險心靈》，改編自作家侯文詠的同名小說，劇中探討教育改革和青少年成長的議題，吸引許多人的關注，也獲得不錯的收視率。
2007年易智言所執導的《危險心靈》獲得第41屆電視金鐘獎 「戲劇節目獎」、「戲劇節目男主角獎」（黃河）等大獎。其挖掘的演員張書豪也以《畢業生系列－還好，我們都還在這裡》獲得「迷你劇集男主角獎」。
2011年由易智言編劇導演、李烈監製環保動畫《廢棄之城》勇奪2011年金馬獎創投百萬首獎。除了導演長期關注的青少年族群，更帶入環保意識。《廢棄之城》 為易智言第一部動畫長片，原訂2015年上映，但由於製作過程複雜，後續資金籌措等因素，重新規劃為 2021年上映。
2013年由易智言導演，李烈製片的劇情長片 《行動代號：孫中山》獲得一百零一年度文化部第二梯次國產電影長片輔導金，於2013年8月開拍。並於2014年第51屆金馬獎獲得最佳原著劇本獎。
2016年11月30日，公開出櫃說明自己的男同志身份。
2020年，其執導的動畫《廢棄之城》獲得第57屆金馬獎最佳動畫長片。
2021年3月，於李屏賓之後，接任台北電影節主席，李屏賓認為易智言長期耕耘電影，提拔新人不遺餘力，和台北電影節方向一致，是十分適合的人選。 （页面存档备份，存于）
2021年5月，其執導的動畫《廢棄之城》在第57屆金馬獎之後，亦獲得台北電影節，最佳動畫電影，最佳美術設計，最佳造形設計，和傑出技術動畫製作：西基電腦動畫股份有限公司，等四個獎項入圍提名 （页面存档备份，存于）。國際電影節部分，《廢棄之城》入圍德國斯圖加特國際動畫電影節 ITFS 競賽  （页面存档备份，存于）。《廢棄之城》更入圍有動畫奧斯卡獎之稱的法國安錫國際動畫影展長片新視野單元競賽  （页面存档备份，存于）。對於能夠入圍國際影展競賽，監製李烈表示：「謝謝一路的驚濤駭浪帶來的成長，謝謝一路遇過的貴人！」易智言導演表示：「得知入圍競賽，非常高興也覺得僥倖，動畫是未來電影重要的一環，如何把《廢棄之城》的經驗在台灣傳承下去，對我來說比得獎與否更重要。但當然希望得獎，得獎才好玩，在漫長寂寞的旅途上，好玩是繼續下去的重要動力。」 （页面存档备份，存于）《廢棄之城》將於2021下半年公開上映。

## 爭議
- 2018年11月25日，公開在臉書指出，如果同婚被拒一體適用的民法而得另立專法，就好比「未來要開一班只收同性戀學生的導演編劇課，不收異性戀。如異性戀要上課，他們要在窗外聽。我聲音很大，他們當然也可以聽到，這是為他們設計的專門辦法。這樣做，充滿愛很包容沒有歧視啊，我是認真的。」[4]

- 2020年5月10日，於前年接到英文系聯絡，請其來教「creative writing（創意寫作）」，未料當其排開其它工作承諾來上課，開學前臨時被通知，因為學校沒有費用所以不用來。易智言指出，兼任老師一學期鐘點費也才4萬左右，「政大沒有4萬，臨時沒有費用開課。無所謂，繼續學校外的工作，那才是真槍實彈？」今年英文系又再度聯絡，表示今年有預算了，且「好多」同學還是需要，不過開學後，實際來的英文系同學只有2位，加上其他科系才勉強湊足8、9位。此外，他亦指出上課被同學騷擾，問他是否有實習或當演員的機會，或是當私下的劇本指導。「說被政大羞辱，還有些含蓄，我應該是被台灣國立大學看中來湊數的。」易表示，自己的電影《廢棄之城》即將上映，他將不會給政大任何招待券，「反正他們看不懂，他們缺乏生命值得的嚮往浪漫。」易也質疑學校的升等辦法，因為無法用金鐘或金馬獎作品升等，更說不在乎升等，反正只是「鐘點費用由600元增加為700元。」陳儒修教授指正，有兼任教師以金馬獎升等的先例，易回應那應是私校的情況，陳則說曾在台藝大和政大幫某些前輩辦過，易說自己不追求前輩待遇，而必須是一體適用的辦法。易智言最後提問，老師是否就該奉獻，「當一切荒蕪，幹嘛奉獻給又醜又笨又不用功的學生和官僚懦弱的學校體制？奉獻要讓我覺得值得，無條件的奉獻是母愛，我不母愛。」[5] 但隨後，易智言於臉書對學校學生公開道歉，表示錯誤失言且不適任，因而辭去所有教職。

## 經歷
- 國立政治大學英文系畢業
- 美國加州大學洛杉磯分校（UCLA）電視電影製作碩士 MFA
- 中央電影公司製片企畫
- 春暉電影台顧問
- 兼任講師（國立台北藝術大學電影所、中國文化大學、實踐大學、輔仁大學、世新大學、國立政治大學）

## 作品

### 廣告
- 1999年 -《統一曼士德咖啡廣告（義大利篇）》
- 1999年 -《可口可樂廣告（小鎮篇）》
- 2000年 -《可口可樂廣告（轉輪篇）》
- 2000年 -《麥當勞廣告（勁辣雞腿堡篇）》
- 2000年 -2000年中華民國總統選舉無黨籍候選人宋楚瑜競選廣告（病童篇，里長篇，結婚篇）*

### 電影/微電影
- 1996年－《寂寞芳心俱樂部》
- 2002年－《藍色大門》
- 2005年－《關於愛（英语：About Love）》台北篇
- 2014年－《行動代號：孫中山》
- 2020年－動畫《廢棄之城》
- 2022年－微電影《昨天與明天》

### 電視劇
- 2006年－《危險心靈》

### MV
- 2004年－《對話練習》張清芳
- 2008年－《伯樂》林宥嘉

### 書籍
- 著作

- 2002年－《藍色大門電影小說》（新雨出版社、ISBN 9577337570）
- 2014年-《行動代號：孫中山電影小說》（時報文化出版, ISBN 9789571360041)

- 翻譯

- 1994年－《電影編劇新論》（遠流出版社、ISBN 9573222426）

## 外部連結
- 易智言在互联网电影资料库（IMDb）上的資料（英文）
- 易智言的Facebook專頁
- 易智言在香港影庫上的簡介